# Barylambdidae
Barylambdidae — вимерла родина пантодонтових ссавців із Північної Америки.